# Jakob Eberle
Jakob Eberle (* 19. Juli 1718 in Maschau, Böhmen als Johann Jacob Eberl; † 9. September 1783 ebenda) war ein Bildhauer und Holzschnitzer des böhmischen Spätbarock, der wegen seiner italienischen Ausbildung Il Romano genannt wurde.

## Leben
Eberle war ein Sohn des Schmieds Mathes (Matthias) Eberl[e] und dessen Ehefrau Ludmilla (geborene Krauß). Er wurde ein Schüler des Bildschnitzers Simon Thaler in Prag und erhielt anschließend eine mehrjährige Ausbildung in Italien, wo er sich in den Jahren 1744 bis 1745 in Rom aufhielt. Hier heiratete er am 7. September 1744 Therese (geborene Steger), die aus Wien stammte. Er kehrte später in seine Heimat zurück und hielt sich viele Jahre in Prag auf, wo er Werke aus Stein und Holz schuf.
Zu seinen wichtigen Werken gehören der Hauptaltar der Kirche der Heiligen Maria Magdalena in Karlsbad und der Hauptaltar von 1772 im Kloster Zlatá Koruna. Nach seinen Arbeiten für die Karlsbader Kirche wurden in seiner Werkstatt Altarfiguren für Kirchen in Sokolov, Loket, Kynšperk nad Ohří, Klášterec nad Ohří und Maschau hergestellt. In den Jahren 1760 bis 1770 führte sein Atelier Aufträge für den Wallfahrtsort Chlum Svaté Maří aus. Des Weiteren zählen die Schnitzfiguren für die Pfarrkirche von Libočany (1773) zu den Erzeugnissen aus seiner Werkstatt.
Weitere Werke des Meisters befinden sich in der Pfarrkirche des „Apostels Jakob“ in Sokolov. Seinen Lebensabend verbrachte er als Bürger und Hausbesitzer in seine Heimatgemeinde Maschau, wo er 1783 starb.